# Indigofera colutea
Az Indigofera colutea a hüvelyesek (Fabales) rendjébe, ezen belül a pillangósvirágúak (Fabaceae) családjába tartozó faj.

## Előfordulása
Az Indigofera colutea előfordulási területe Afrikában a Zöld-foki Köztársaságtól keletre Szomáliáig és délre a Dél-afrikai Köztársaságig tart. Az ázsiai elterjedése a Közel-Kelet és Afganisztán, valamint India, Srí Lanka Pápua Új-Guinea között van. Ausztráliában és Új-Zélandon is vannak állományai.

## Változatai
- Indigofera colutea var. colutea
- Indigofera colutea var. somalensis

## Megjelenése
Évelő növény, melynek magassága 10-90 centiméter. A levélnyél 7 centiméter hosszú. A kétszer szárnyas levél 9-11 levélkékből áll. A virágzatát 7-20 darab 7-12 milliméteres virág alkotja. A hüvelytermés 18-23 milliméter hosszú és 1,8 milliméter széles; sűrű szőrzet borítja. Egy hüvelytermésben 8-14 mag ül.